# Edward Steichen
Edward Steichen (Bivange, 27 de març de 1879 - West Redding, 25 de març de 1973) fou un fotògraf i pintor estatunidenc d'origen luxemburguès, i també galerista i conservador de museu.
És el fotògraf que més freqüentment va aparèixer en la innovadora revista d'Alfred Stieglitz Camera Work mentre es va publicar, entre els anys 1903 i 1917, i a la qual també va contribuir en el disseny del logotip i fent-ne una tipografia personalitzada. Juntament amb Stieglitz, va obrir les "petites galeries de la Photo-Secession", que finalment es va conèixer com la 291, per la seva adreça. Aquesta galeria va presentar una de les primeres exposicions als Estats Units, entre d'altres, d'Henri Matisse, Auguste Rodin, Paul Cézanne, Pablo Picasso i Constantin Brâncuşi.
Les fotografies de Steichen en la revista Art et Décoration de vestits dissenyats pel modista Paul Poiret, l'any 1911, es consideren les primeres fotos modernes de moda. Mentre va servir a l'exèrcit dels Estats Units durant la Primera Guerra Mundial, i posteriorment en la marina durant la segona, va comandar importants unitats militars i va contribuir a la fotografia de guerra.
Va treballar com a fotògraf de les revistes de Condé Nast Vogue i Vanity Fair (1923-1938), així com per a moltes agències de publicitat, com J. Walter Thompson. Durant aquells anys, Steichen va ser considerat el fotògraf més conegut i millor pagat del món. Va dirigir el documental de guerra The Fighting Lady, que va guanyar l'Oscar al millor documental l'any 1945. Un cop acabada la Segona Guerra mundial, va ser director del Departament de Fotografia del Museu d'Art Modern de Nova York fins al 1962. Mentre estava al MoMA, l'any 1955 va comisariar i muntar l'exposició The Family of Man; la mostra finalment va viatjar a seixanta-nou països, va ser vista per nou milions de persones, i es van vendre dos milions i mig de còpies del llibre. El 1962, va contractar John Szarkowski per substituir-lo al museu.

## Biografia

### Inicis
Steichen va néixer com a Éduard Jean Steichen, fill de Jean-Pierre i Marie Kemp Steichen, i dos anys després, el 1881, va emigrar amb la seva família als Estats Units, on el seu pare va trobar feina en una mina de coure; primer van viure a Chicago, i després es van traslladar a Milwakee, el 1889.
El 1894, amb quinze anys, Steichen va iniciar els estudis de litografia a l'American Fine Art Company de Milwaukee, que van durar quatre anys. Unes hores més tard, era capaç de fer esbossos i dibuixar, i va començar a aprendre pintura de manera autodidacta. De camí a la feina, passava per davant d'una botiga de fotografia i, atret per la curiositat, i després de visitar-la sovint per veure les càmeres, es va decidir a comprar-se una Kodak de segona mà de "detectiu", el 1895. Aquell any va prendre la seva primera foto, i amb els seus amics, que també estaven interessats en el dibuix i la fotografia, van fer un fons comú i van llogar una oficina i van començar a autoanomenar-se la Milwaukee Art Students League.
Es va naturalitzar com a ciutadà estatunidenc el 1900, i va signar els papers com a Edward J. Steichen; no obstant això, va seguir utilitzant el seu nom de naixement Éduard fins després de la Primera Guerra mundial. Es va casar amb Clara Smith el 1903 i van tenir dues filles, Katherine i Mary; la parella es va divorciar el 1922. L'any següent, va casar-se amb Dana Desboro Glover, que va morir de leucèmia el 1957. L'any 1960, quan en tenia 80, va tornar a casar-se per tercera vegada, amb Joanna Steichen Taub, amb qui va viure fins a la seva mort el 1973; Joanna va fer-ho el 2010.

### Associació amb Stieglitz

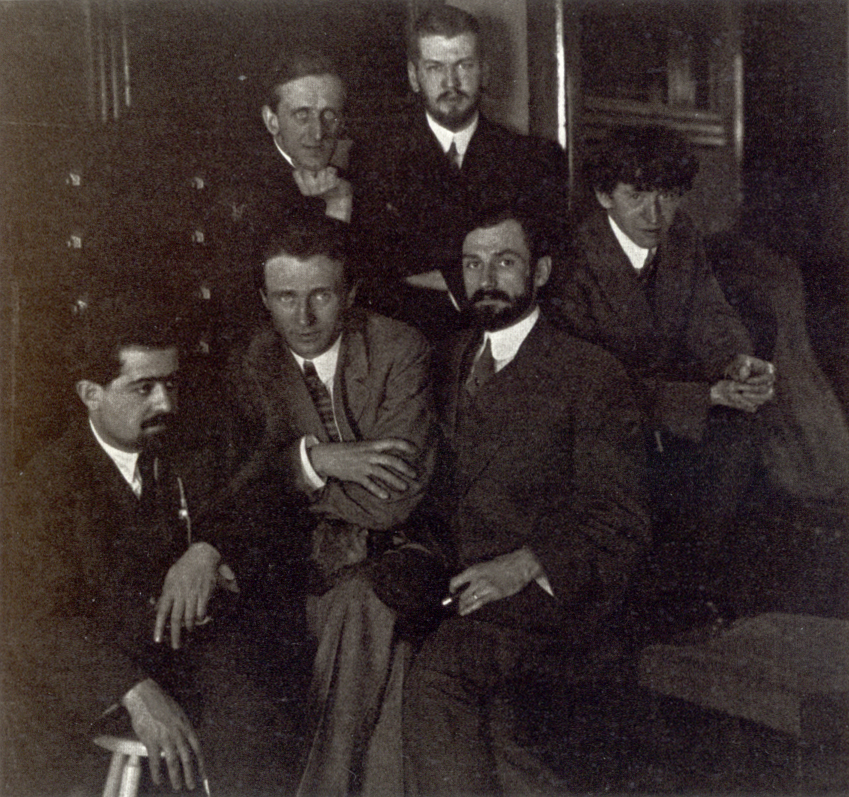
Young American Artists of the Modern School, c. 1911. D'esquerra a dreta: Jo Davidson, Edward Steichen, Arthur B. Carles, John Marin; darrere: Marsden Hartley, Laurence Fellows

Steichen va conèixer Alfred Stieglitz el 1900, en una aturada a Nova York en ruta cap a París des de casa seva, a Milwakee; en aquella primera reunió, Stieglitz va expressar la seva admiració envers les pintures de Steichen, i n'hi va comprar tres impressions fotogràfiques. Dos anys més tard, quan Stieglitz estava projectant el que seria Camera Work, li va demanar a Steichen si aquest podria fer el disseny del logotip de la revista i una tipografia personalitzada.
Steichen va començar a experimentar amb la fotografia en color el 1904, i va ser una de les primeres persones als Estats Units a utilitzar el procés autocrom dels germans Lumière. L'any següent, Steichen, juntament amb Stieglitz, va ajudar a crear les "petites galeries de la Photo-Secession", un club de fotografia artística i un dels més destacats representants del pictorialisme, del qual era membre.
El 1911 Steichen va ser "reptat" per Lucien Vogel, l'editor de Jardin des Modes i de La Gazette du Bon Ton a promoure la moda com una bella art mitjançant l'ús de la fotografia. Llavors, Steichen va fer unes fotos de vestits dissenyats pel modista Paul Poiret, i aquestes imatges van ser publicades en el número d'abril de 1911 de la revista Art et Décoration; d'acord amb Jesse Alexander, això "... ara es considera com la primera sessió de fotografia de moda moderna. O sigui, fotografiar les peces de vestir de tal manera com per expressar un sentit de la seva qualitat física, així com el seu aspecte formal, en lloc de simplement il·lustrant l'objecte".
Després de la Primera Guerra mundial, durant la qual va comandar la divisió fotogràfica de les forces expedicionàries estatunidenques de l'exèrcit, va tornar a la fotografia directa, anant de mica en mica encaminant-se a la fotografia de moda. El retrat que va fer-li el 1928 a Greta Garbo és reconegut com un dels millors de l'actriu.

### Obra posterior
La publicació inicial de la imatge d'Ansel Adams "Moonrise, Hernandez, New Mexico" va ser a U.S. Camera Annual 1943, després d'haver estat seleccionada per Steichen, que feia de "jutge de fotos" per a la publicació; això va donar a "Moonrise" un públic abans de la seva publicació formal al Museum of Modern Art el 1944.
Durant la Segona Guerra mundial va ser el director de la unitat fotogràfica d'aviació naval; el seu documental de guerra The Fighting Lady va guanyar l'Oscar al millor documental de 1945. Un cop acabada la guerra, va treballar fins a l'any 1962 com a director de fotografia al Museum of Modern Art.
Entre altres assoliments, Steichen és apreciat per haver creat The Family of Man el 1955, una gran exposició en el Museum of Modern Art, que constava de més de 500 fotografies i que mostrava la vida, l'amor i la mort en 68 països. Carl Sandburg, el seu cunyat, va escriure un pròleg per al catàleg de l'exposició. Tal com havia estat el desig de Steichen, aquesta va ser donada al gran ducat de Luxemburg; en l'actualitat està allotjada a la localitat luxemburguesa de Clervaux.
El 6 de desembre de 1963, Steichen va ser guardonat amb la Medalla Presidencial de la Llibertat pel president dels Estats Units Lyndon Johnson.
El 1970, es va presentar durant el festival Rencontres d'Arles l'espectacle "Edward Steichen, photographe", de Martin Boschet.

## Llegat

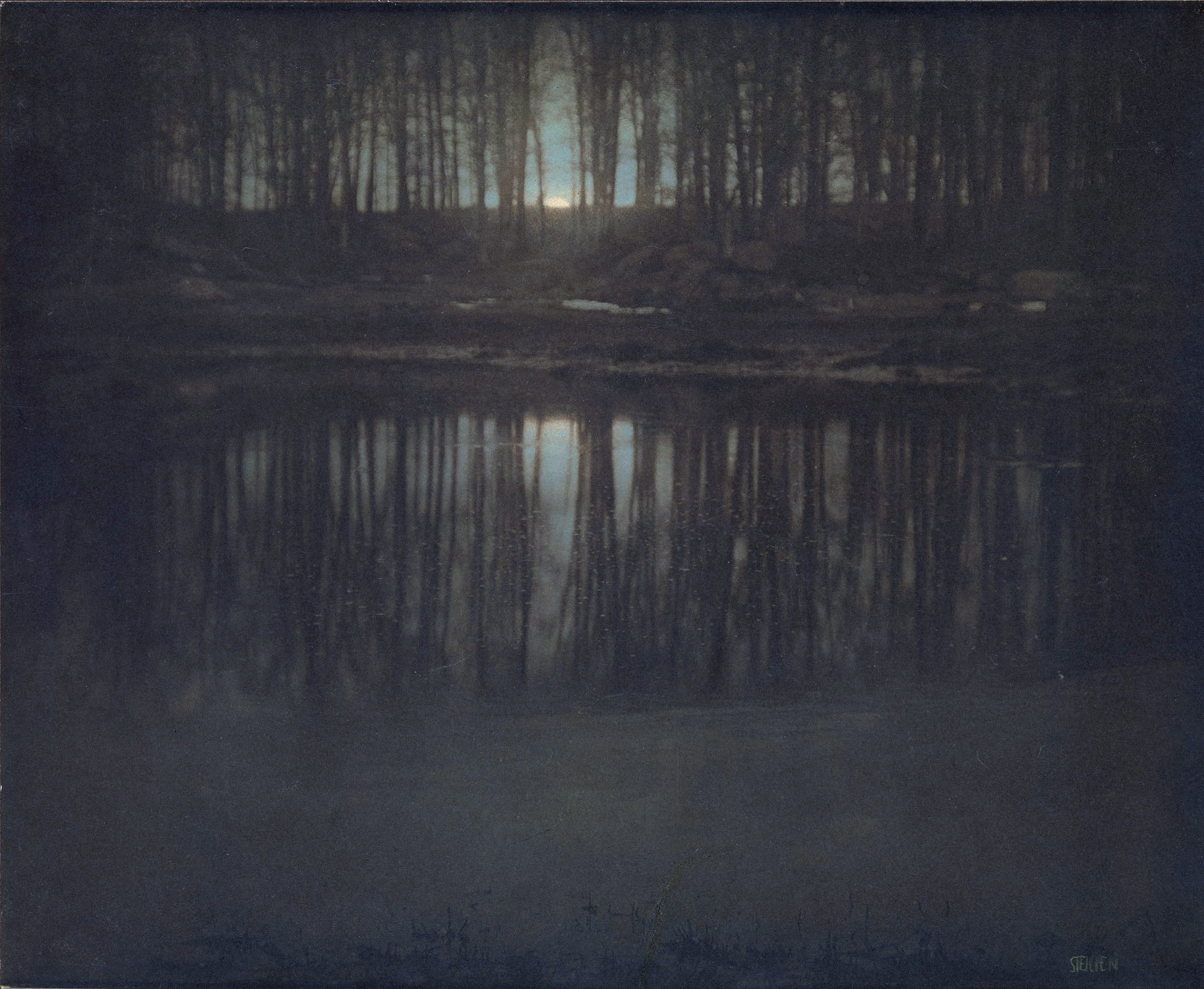
La llum de la lluna a la bassa

### The Pond-Moonlight
El 14 de febrer de 2006 es va subhastar a Sotheby's The Pond-Moonlight (1904) (La llum de la lluna a la bassa), una de les seves primeres fotografies pictorialistes, i el valor de la qual va ascendir a 2,9 milions de dòlars (2,46 milions d'euros), el valor més alt ofert en subhasta per una fotografia fins aquell moment. La fotografia va ser feta en una zona boscosa a Mamaroneck (Nova York), i es veu la lluna sortint entre els arbres i reflectint-se a l'estany. Tot i que la còpia sembla una fotografia en color, el primer procés fotogràfic veritablement en color (l'autocrom) no va aparèixer fins a l'any 1907 amb els germans Lumière; Steichen va crear la il·lusió del color aplicant manualment sobre el paper capes de gomes sensibles a la llum.

### Exposicions
L'any 2007 el museu Mudam de Luxemburg va exhibir Bloom!, una mostra de les seves primeres fotografies en color. L'any següent, el Museu Reina Sofia de Madrid va dedicar-li la retrospectiva Edward Steichen. Una epopeya fotográfica, que incloïa quasi 300 fotografies originals, i el National Portrait Gallery de Washington va inaugurar Portraits, una exhibició d'alguns dels seus retrats. El 2009 va ser Edward Steichen: In High Fashion: The Condé Nast Years, 1923-1937, un recull de les seves fotografies de moda i retrats que va estar exposada a l'International Center of Photography de Nova York.

### Premi Edward Steichen
L'any 2004, per commemorar el 125è aniversari del fotògraf, es funda l'Edward Steichen Award Luxembourg, un tribut biennal a l'obra i la vida de l'artista que guardona els assoliments dels nous talents fotogràfics. El premi es va atorgar per primera vegada el 2005; des de llavors els guanyadors han estat: Su-Mei Tse (2005), Etienne Boulanger (2007), Bertille Bak (2009) i Maria Loboda (2011).

## Galeria

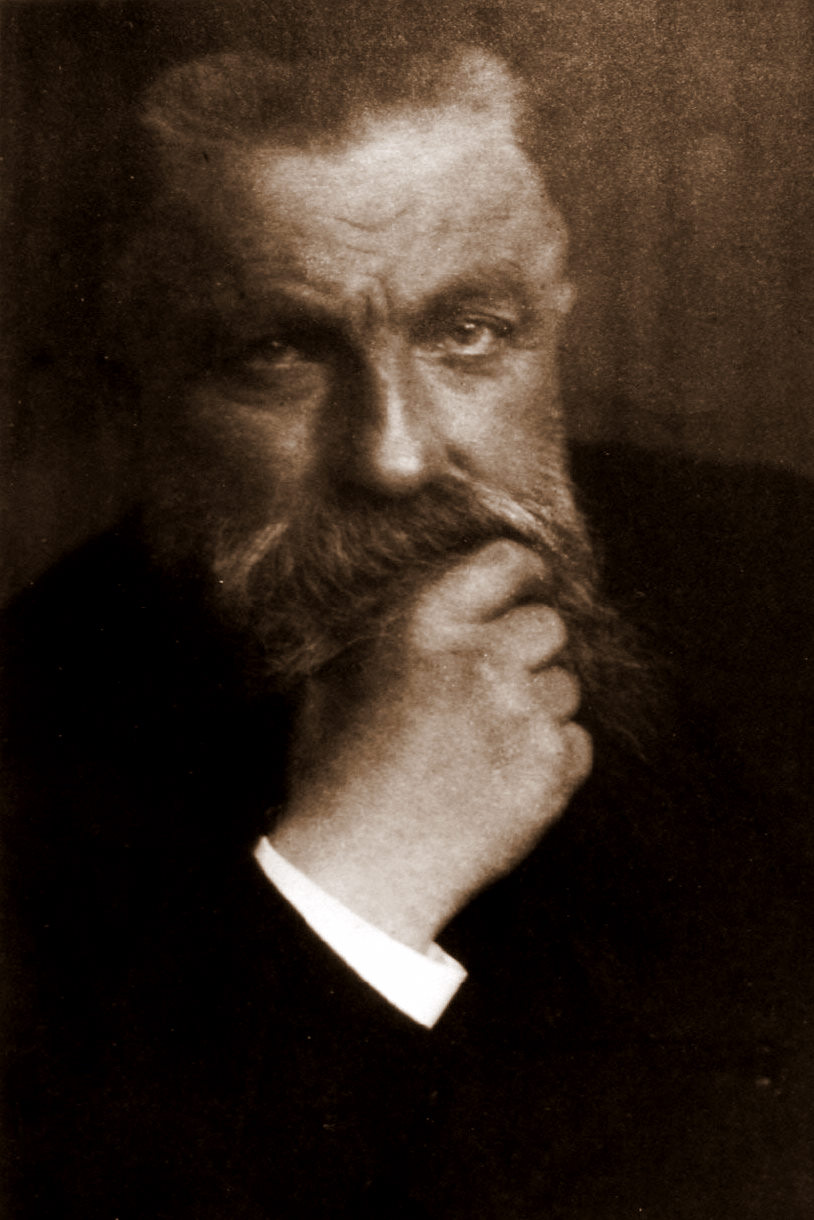
Auguste Rodin, 1902; platinotip
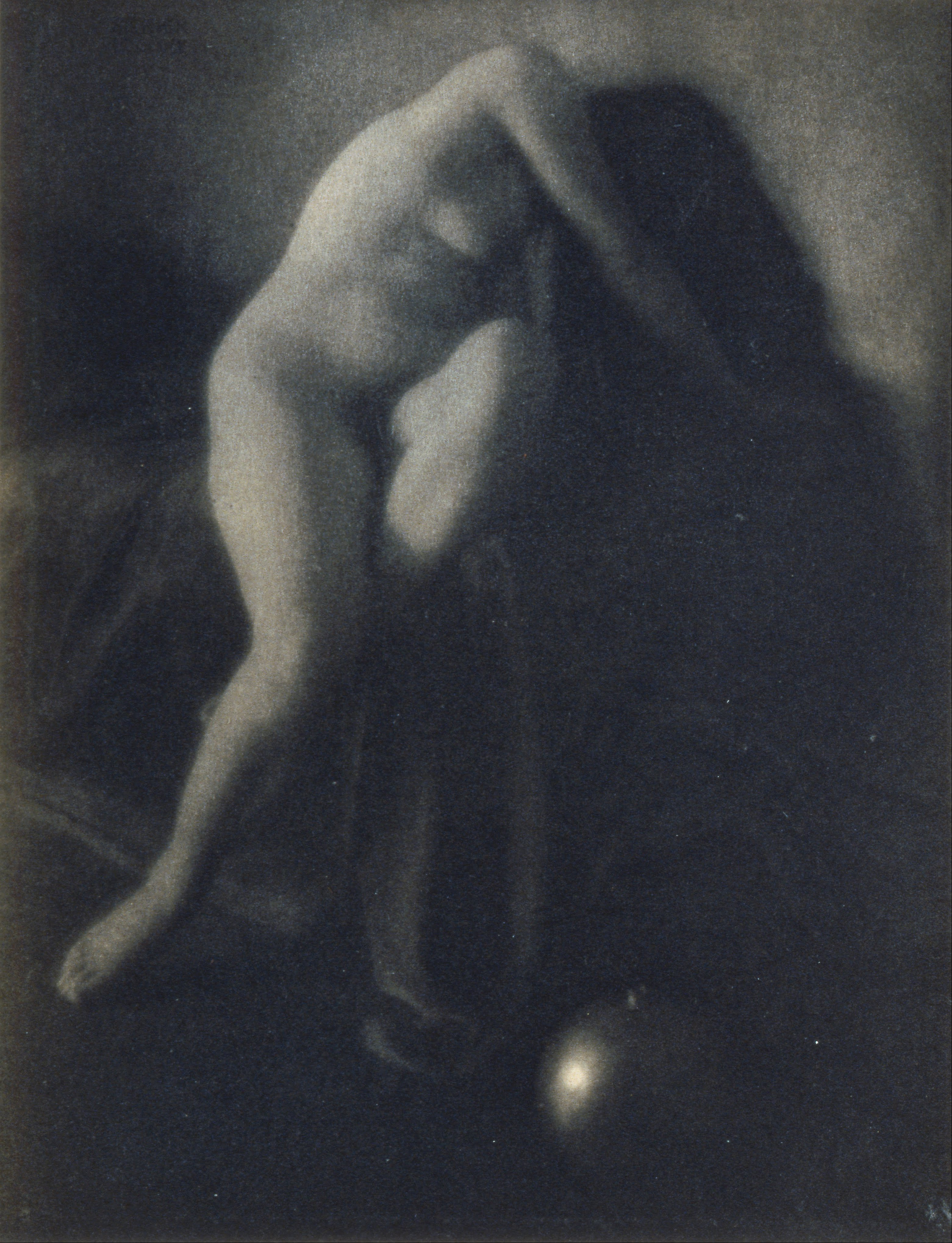
In Memoriam, 1906; fotogravat
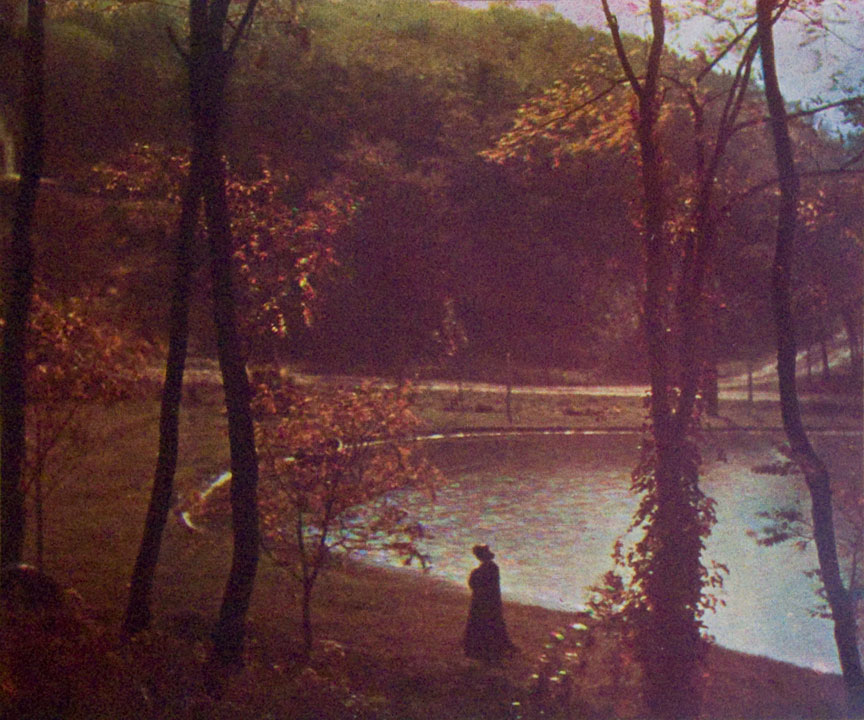
Experiment en tres, fotografia amb color, 1906.
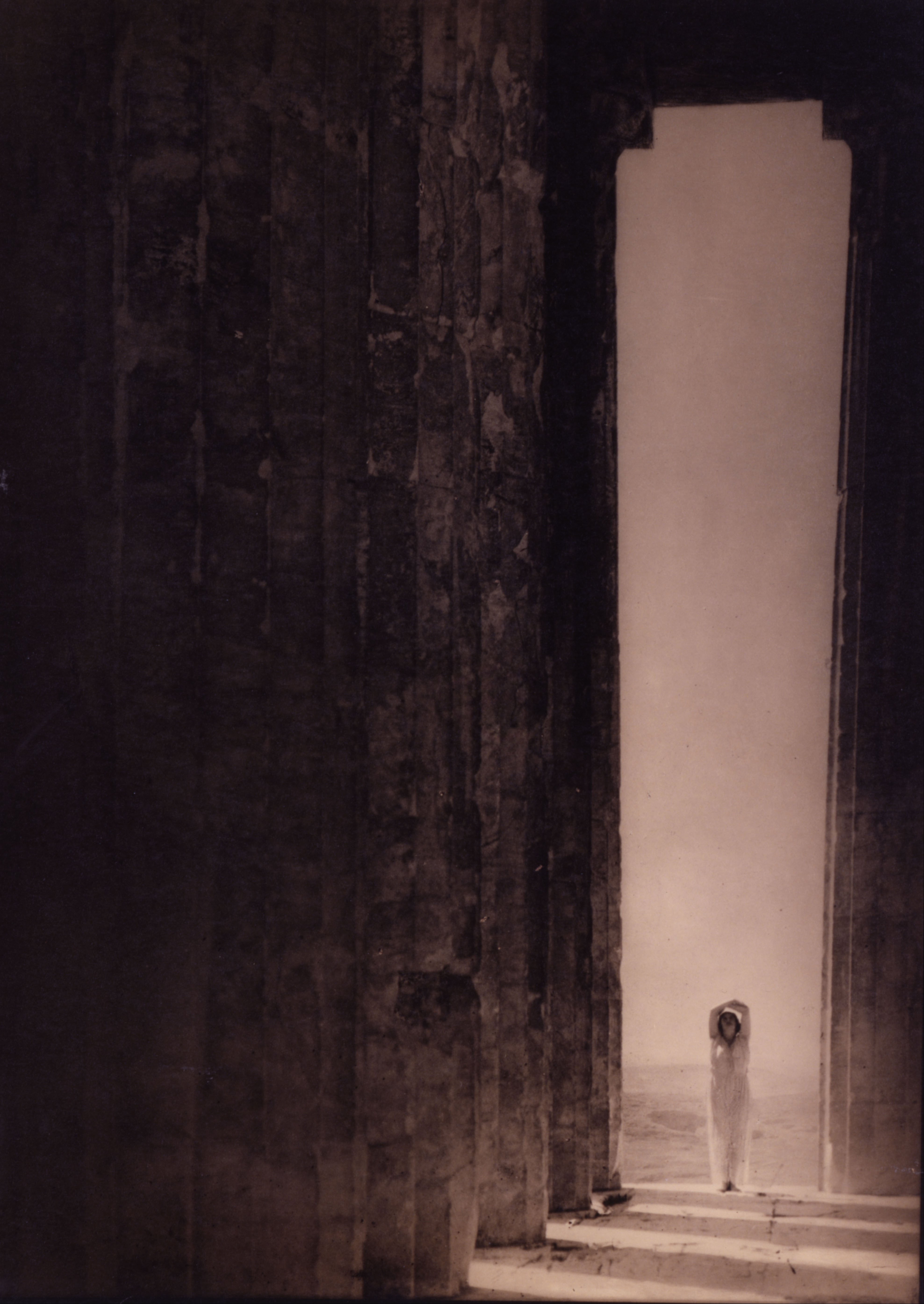
Isadora Duncan al Partenó, Atenes, 1921; gelatina de plata en paper de clorobromur
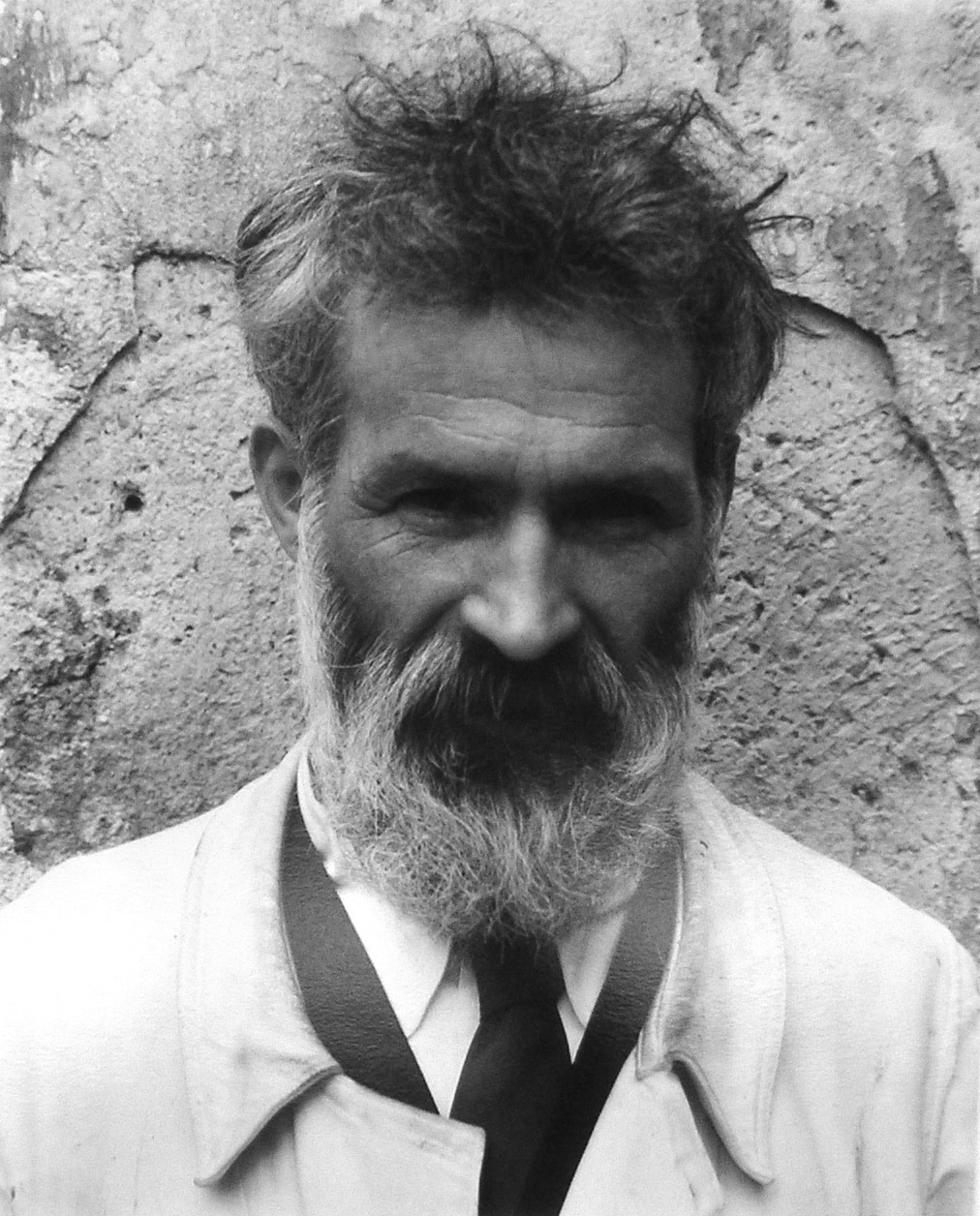
Retrat de Brâncuşi, 1922; fotografia de l'artista al seu taller de Voulangis
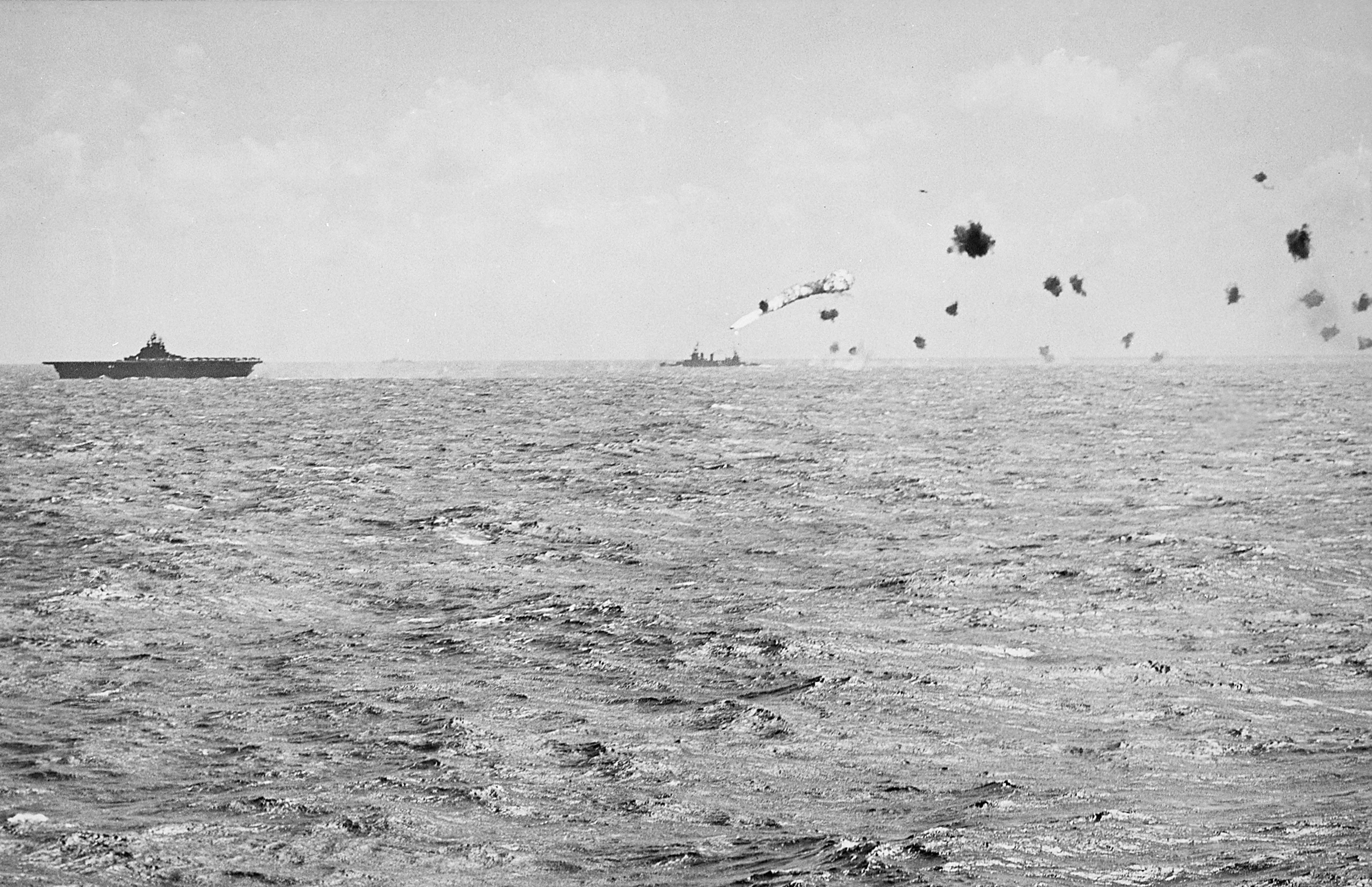
Un avió japonès abatut per la marina estatunidenca, 1943